# Tahoranui (fleuve)
Le fleuve Tahoranui  (en anglais : Tahoranui River) est un cours d'eau de la région du Northland de l’Île du Nord de la  Nouvelle-Zélande .

## Géographie
Il s’écoule vers le nord-est à partir de son origine près de la ville de Te Whau pour atteindre l’Océan Pacifique au niveau de « Takou Bay », à 10 kilomètres au nord de Kerikeri.